# شهرام قودرزي
شهرام قودرزي (بالفارسية: شهرام گودرزی) هو لاعب كرة قدم إيراني في مركز الهجوم، ولد في 4 أبريل 1987 في مقاطعة ممسني في إيران. شارك مع منتخب إيران تحت 20 سنة لكرة القدم ومنتخب إيران تحت 23 سنة لكرة القدم. أما مع النوادي، فقد لعب مع نادي برق شيراز ونادي شهرداري تبريز ونادي غسترش فولاد ونادي فجر شهيد سباسي ونادي مس كرمان.

## وصلات خارجية
- شهرام قودرزي على موقع قاعدة بيانات كرة القدم.إي يو (الإنجليزية)
- شهرام قودرزي على موقع Soccerway.com (الإنجليزية)
- شهرام قودرزي على موقع عالم كرة القدم.نت (الإنجليزية)